# Canottaggio ai Giochi della XXXI Olimpiade - 2 di coppia pesi leggeri femminile
La gara del 2 di coppia pesi leggeri femminile dei Giochi della XXXI Olimpiade si è svolta tra l'8 e il 12 agosto 2016. Hanno partecipato 20 equipaggi.

## Risultati

### Batterie
| Pos. | Atleti                              | Nazione       | Tempo   | Note  |
| ---- | ----------------------------------- | ------------- | ------- | ----- |
| 1    | Huang Wenyi Pan Feihong             | Cina          | 7:00.13 | S A/B |
| 2    | Anne Thomsen Juliane Rasmussen      | Danimarca     | 7:01.84 | S A/B |
| 3    | Devery Karz Kathleen Bertko         | Stati Uniti   | 7:07.37 | R     |
| 4    | Valentina Rodini Laura Milani       | Italia        | 7:09.12 | R     |
| 5    | Charlotte Taylor Katherine Copeland | Gran Bretagna | 7:10.25 | R     |

| Pos. | Atleti                              | Nazione       | Tempo   | Note  |
| ---- | ----------------------------------- | ------------- | ------- | ----- |
| 1    | Ilse Paulis Maaike Head             | Paesi Bassi   | 6:57.28 | S A/B |
| 2    | Julia Edward Sophie Mackenzie       | Nuova Zelanda | 7:02.01 | S A/B |
| 3    | Ionela-Livia Lehaci Gianina Beleagă | Romania       | 7:07.29 | R     |
| 4    | Chiaki Tomita Ayami Oishi           | Giappone      | 7:15.75 | R     |
| 5    | Ta Thanh Huyen Ho Thi Ly            | Vietnam       | 7:29.91 | R     |

| Pos. | Atleti                              | Nazione   | Tempo   | Note  |
| ---- | ----------------------------------- | --------- | ------- | ----- |
| 1    | Ursula Grobler Kirsten McCann       | Sudafrica | 7:07.37 | S A/B |
| 2    | Claire Lambe Sinead Lynch           | Irlanda   | 7:10.91 | S A/B |
| 3    | Fernanda Ferreira Vanessa Cozzi     | Brasile   | 7:20.79 | R     |
| 4    | Yislena Hernandez Licet Hernandez   | Cuba      | 7:26.43 | R     |
| 5    | Khadija Krimi Nour El Houda Ettaeib | Tunisia   | 7:43.33 | R     |

| Pos. | Atleti                              | Nazione   | Tempo   | Note  |
| ---- | ----------------------------------- | --------- | ------- | ----- |
| 1    | Lindsay Jennerich Patricia Obee     | Canada    | 7:03.51 | S A/B |
| 2    | Martyna Mikolajczak Weronika Deresz | Polonia   | 7:05.02 | S A/B |
| 3    | Fini Sturm Marie-Louise Dräger      | Germania  | 7:11.08 | R     |
| 4    | Melita Abraham Josefa Vila          | Cile      | 7:20.63 | R     |
| 5    | Lee Yuen Yin Lee Ka Man             | Hong Kong | 7:29.87 | R     |

### Ripescaggio
| Pos. | Atleti                              | Nazione       | Tempo   | Note   |
| ---- | ----------------------------------- | ------------- | ------- | ------ |
| 1    | Devery Karz Kathleen Bertko         | Stati Uniti   | 7:58.90 | SF A/B |
| 2    | Chiaki Tomita Ayami Oishi           | Giappone      | 8:00.50 | SF A/B |
| 3    | Charlotte Taylor Katherine Copeland | Gran Bretagna | 8:05.70 | SF C/D |
| 4    | Melita Abraham Josefa Vila          | Cile          | 8:11.97 | SF C/D |
| 5    | Fernanda Ferreira Vanessa Cozzi     | Brasile       | 8:15.53 | SF C/D |
| 6    | Lee Yuen Yin Lee Ka Man             | Hong Kong     | 8:20.96 | SF C/D |

| Pos. | Atleti                              | Nazione  | Tempo   | Note   |
| ---- | ----------------------------------- | -------- | ------- | ------ |
| 1    | Ionela-Livia Lehaci Gianina Beleagă | Romania  | 8:00.47 | SF A/B |
| 2    | Fini Sturm Marie-Louise Dräger      | Germania | 8:02.28 | SF A/B |
| 3    | Valentina Rodini Laura Milani       | Italia   | 8:03.03 | SF C/D |
| 4    | Ta Thanh Huyen Ho Thi Ly            | Vietnam  | 8:19.79 | SF C/D |
| 5    | Yislena Hernandez Licet Hernandez   | Cuba     | 8:22.05 | SF C/D |
| 6    | Khadija Krimi Nour El Houda Ettaeib | Tunisia  | 8:33.49 | SF C/D |

### Semifinali
| Pos. | Atleti                              | Nazione       | Tempo   | Note |
| ---- | ----------------------------------- | ------------- | ------- | ---- |
| 1    | Charlotte Taylor Katherine Copeland | Gran Bretagna | 7:59.11 | FC   |
| 2    | Lee Yuen Yin Lee Ka Man             | Hong Kong     | 8:14.17 | FC   |
| 3    | Ta Thanh Huyen Ho Thi Ly            | Vietnam       | 8:18.47 | FC   |
| 4    | Yislena Hernandez Licet Hernandez   | Cuba          | 8:27.44 | FD   |

| Pos. | Atleti                              | Nazione | Tempo   | Note |
| ---- | ----------------------------------- | ------- | ------- | ---- |
| 1    | Valentina Rodini Laura Milani       | Italia  | 8:11.21 | FC   |
| 2    | Fernanda Ferreira Vanessa Cozzi     | Brasile | 8:14.06 | FC   |
| 3    | Melita Abraham Josefa Vila          | Cile    | 8:20.26 | FC   |
| 4    | Khadija Krimi Nour El Houda Ettaeib | Tunisia | 8:29.45 | FD   |

| Pos. | Atleti                              | Nazione       | Tempo   | Note |
| ---- | ----------------------------------- | ------------- | ------- | ---- |
| 1    | Ursula Grobler Kirsten McCann       | Sudafrica     | 7:19.09 | FA   |
| 2    | Julia Edward Sophie Mackenzie       | Nuova Zelanda | 7:19.27 | FA   |
| 3    | Huang Wenyi Pan Feihong             | Cina          | 7:20.94 | FA   |
| 4    | Ionela-Livia Lehaci Gianina Beleagă | Romania       | 7:21.38 | FB   |
| 5    | Martyna Mikolajczak Weronika Deresz | Polonia       | 7:22.06 | FB   |
| 6    | Chiaki Tomita Ayami Oishi           | Giappone      | 7:46.41 | FB   |

| Pos. | Atleti                          | Nazione     | Tempo   | Note |
| ---- | ------------------------------- | ----------- | ------- | ---- |
| 1    | Ilse Paulis Maaike Head         | Paesi Bassi | 7:13.93 | FA   |
| 2    | Lindsay Jennerich Patricia Obee | Canada      | 7:16.35 | FA   |
| 3    | Claire Lambe Sinead Lynch       | Irlanda     | 7:18.24 | FA   |
| 4    | Anne Thomsen Juliane Rasmussen  | Danimarca   | 7:20.29 | FB   |
| 5    | Devery Karz Kathleen Bertko     | Stati Uniti | 7:22.78 | FB   |
| 6    | Fini Sturm Marie-Louise Dräger  | Germania    | 7:33.21 | FB   |

### Finali
| Pos. | Atleti                              | Nazione | Tempo   | Note |
| ---- | ----------------------------------- | ------- | ------- | ---- |
| 19   | Yislena Hernandez Licet Hernandez   | Cuba    | 7:50.21 |      |
| 20   | Khadija Krimi Nour El Houda Ettaeib | Tunisia | 7:56.26 |      |

| Pos. | Atleti                          | Nazione   | Tempo   | Note |
| ---- | ------------------------------- | --------- | ------- | ---- |
| 13   | Valentina Rodini Laura Milani   | Italia    | 7:36.64 |      |
| 14   | Aoife Casey Margaret Cremen     | Irlanda   | 7:37.89 |      |
| 15   | Fernanda Ferreira Vanessa Cozzi | Brasile   | 7:44.78 |      |
| 16   | Lee Yuen Yin Lee Ka Man         | Hong Kong | 7:46.85 |      |
| 17   | Melita Abraham Josefa Vila      | Cile      | 7:46.99 |      |
| 18   | Ta Thanh Huyen Ho Thi Ly        | Vietnam   |         | DNS  |

| Pos. | Atleti                              | Nazione     | Tempo   | Note |
| ---- | ----------------------------------- | ----------- | ------- | ---- |
| 7    | Martyna Mikolajczak Weronika Deresz | Polonia     | 7:24.34 |      |
| 8    | Ionela-Livia Lehaci Gianina Beleagă | Romania     | 7:24.61 |      |
| 9    | Anne Thomsen Juliane Rasmussen      | Danimarca   | 7:27.36 |      |
| 10   | Devery Karz Kathleen Bertko         | Stati Uniti | 7:29.96 |      |
| 11   | Fini Sturm Marie-Louise Dräger      | Germania    | 7:32.73 |      |
| 12   | Chiaki Tomita Ayami Oishi           | Giappone    | 7:42.87 |      |

| Pos. | Atleti                          | Nazione       | Tempo   | Note |
| ---- | ------------------------------- | ------------- | ------- | ---- |
|      | Ilse Paulis Maaike Head         | Paesi Bassi   | 7:04.73 |      |
|      | Lindsay Jennerich Patricia Obee | Canada        | 7:05.88 |      |
|      | Huang Wenyi Pan Feihong         | Cina          | 7:06.49 |      |
| 4    | Julia Edward Sophie Mackenzie   | Nuova Zelanda | 7:10.61 |      |
| 5    | Ursula Grobler Kirsten McCann   | Sudafrica     | 7:11.26 |      |
| 6    | Claire Lambe Sinead Lynch       | Irlanda       | 7:13.09 |      |